# Ла-Порт (Індіана)
Ла-Порт (англ. La Porte) — місто (англ. city) в США, в окрузі Лапорт штату Індіана. Населення — 22 471 особа (2020).

## Географія
Ла-Порт розташована за координатами 41°36′28″ пн. ш. 86°42′49″ зх. д. / 41.60778° пн. ш. 86.71361° зх. д. (41.607896, -86.713606).  За даними Бюро перепису населення США в 2010 році місто мало площу 32,04 км², з яких 30,20 км² — суходіл та 1,84 км² — водойми.

## Демографія
Згідно з переписом 2010 року, у місті мешкали 22 053 особи в 8962 домогосподарствах у складі 5362 родин. Густота населення становила 688 осіб/км².  Було 9992 помешкання (312/км²).
Расовий склад населення:
| - 88,6 % — білих - 3,0 % — чорних або афроамериканців - 0,5 % — азіатів - 0,3 % — корінних американців - 4,9 % — осіб інших рас |

До двох чи більше рас належало 2,6 %. Частка іспаномовних становила 11,2 % від усіх жителів.
За віковим діапазоном населення розподілялося таким чином: 24,5 % — особи молодші 18 років, 60,2 % — особи у віці 18—64 років, 15,3 % — особи у віці 65 років та старші. Медіана віку мешканця становила 36,2 року. На 100 осіб жіночої статі у місті припадало 93,2 чоловіків;  на 100 жінок у віці від 18 років та старших — 90,9 чоловіків також старших 18 років.
Середній дохід на одне домашнє господарство  становив 44 811 долар США (медіана — 34 900), а середній дохід на одну сім'ю — 53 025 доларів (медіана — 42 659). Медіана доходів становила 37 153 долари для чоловіків та 29 358 доларів для жінок. За межею бідності перебувало 21,7 % осіб, у тому числі 33,7 % дітей у віці до 18 років та 9,9 % осіб у віці 65 років та старших.
Цивільне працевлаштоване населення становило 9306 осіб. Основні галузі зайнятості: виробництво — 22,1 %, освіта, охорона здоров'я та соціальна допомога — 19,0 %, роздрібна торгівля — 14,6 %, мистецтво, розваги та відпочинок — 14,0 %.

## Відомі особистості
В поселенні народився:
- Роуз Кларк (1852—1942) — американська художниця і фотограф.